# باشگاه فوتبال تیتاوی
تیتاوی یک باشگاه فوتبال ساموآیی بود. در سال ۲۰۰۰ این تیم یک فصل در لیگ ملی ساموآ بازی کرد که قهرمان شد.

## تاریخچه
اولین و تنها باری که تیتاوی به عنوان شرکت کننده در لیگ ملی ساموآ شرکت کرد در سال ۲۰۰۰ بود. اگرچه تیم ملی نبود، اما منابع این تیم را یک تیم نخبه بسیار نزدیک به تیم ملی توصیف می کنند. این تیم فصل ۲۰۰۰ را بدون شکست با پیروزی در ۹ بازی لیگ خود به پایان رساند، ۳۹ گل به ثمر رساند و تنها دو گل دریافت کرد. آنها آخرین بازی خود را مقابل وایلا انجام ندادند زیرا آنها در صورت باخت نیز به طور حتمی در صدر بودند. آنها لیگ را با سه امتیاز بیشتر از از گلداستار سوگی بردند. سابقه رقابت مجدد آنها در سیستم لیگ وجود ندارد.